# Om lidt er det slut
|  | Denne artikel er oprettet af botten Steenthbot ud fra en ekstern database. Den kan derfor have sproglige fejl eller mangler. Denne skabelon kan fjernes efter kontrol af indholdet. |

Om lidt er det slut er en dansk dokumentarfilm fra 1997 instrueret af Helle Toft Jensen.

## Handling
En film om tre mennesker der har ALS, og derfor står ansigt til ansigt med døden. Filmen følger dem gennem et år.